# Brett Stibners
Brett Andrew Stibners (Australia, 25 de junio de 1979) es un jugador australiano de baloncesto en silla de ruedas que ganó una medalla de oro en los Juegos Paralímpicos de Pekín 2008 y en el Campeonato Mundial de Baloncesto en Silla de Ruedas de 2010.

## Vida personal
Stibners nació el 25 de junio de 1979, y es del suburbio de Wollongong de Oak Flats. Es un atleta a tiempo completo, y se le apoda «Sticky». Su pierna izquierda fue amputada por encima de la rodilla después de un accidente de coche, en 2001, cuando el coche que conducía chocó con un camión. Antes de su accidente, trabajó como aprendiz de electricista.

## Baloncesto

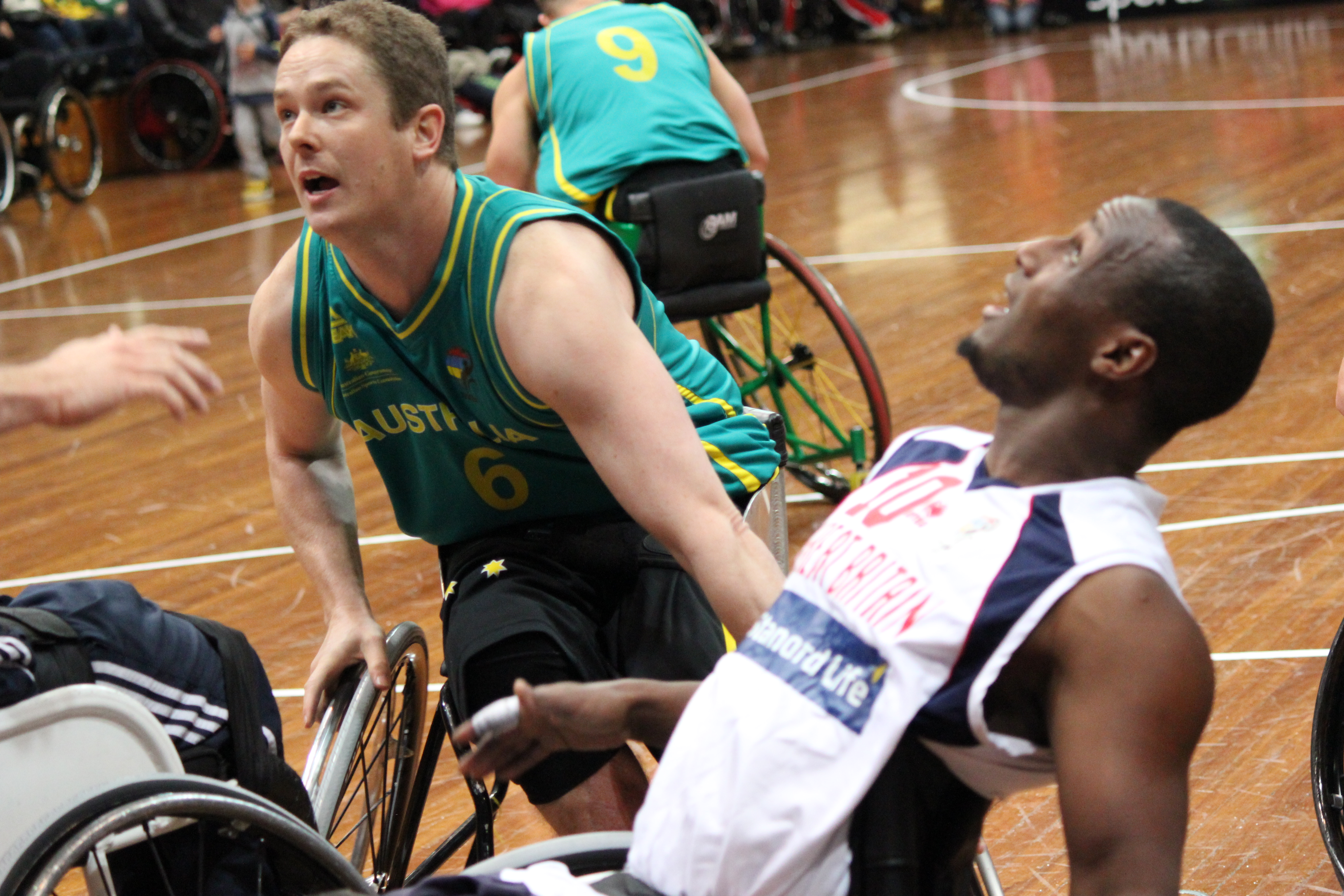
Gran Bretaña vs equipo nacional masculino de baloncesto en silla de ruedas de Australia en Gliders & Rollers World Challenge el 21 de julio de 2012.

Stibners está clasificado como jugador de 4.0 y es un delantero. Empezó a jugar al baloncesto en silla de ruedas en 2003. En 2010 recibió una subvención de 10.000 dólares australianos de WorkCover NSW para poder preocuparse menos por el dinero y prepararse para los Juegos Paralímpicos de Londres 2012. Utilizó el dinero para cubrir los gastos de entrenamiento y de viaje, y para mantener su silla de ruedas. Estuvo en una aparición ante la prensa anunciando la financiación del deporte paralímpico en marzo de 2011. En el evento, jugó al baloncesto en silla de ruedas con la entonces premier de Nueva Gales del Sur, Kristina Keneally.

## Equipo Nacional
Stibners representó por primera vez a Australia a nivel nacional en 2006.

### Paralimpiadas

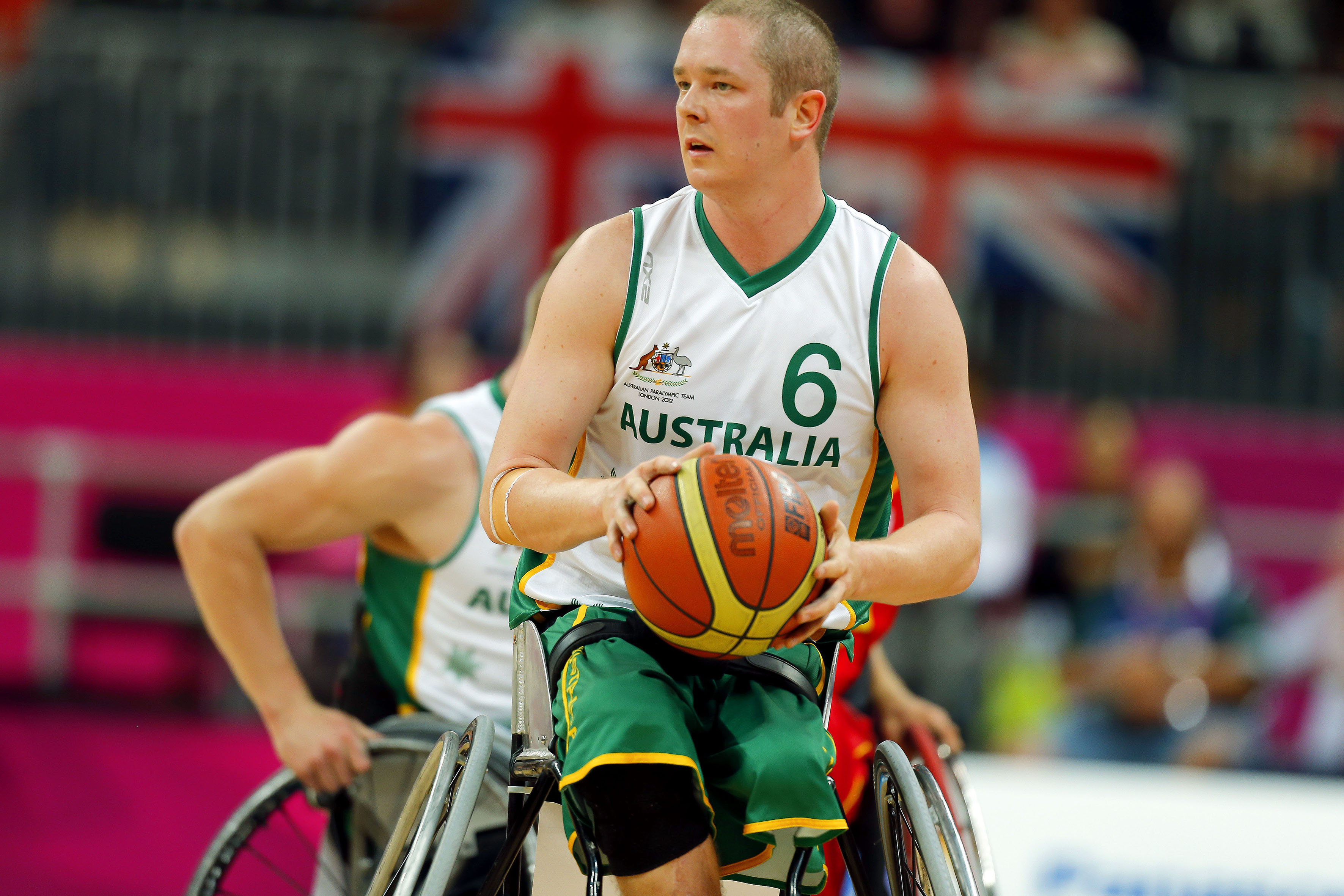
Stibners en los Juegos Paralímpicos de Londres 2012.

Formó parte del equipo nacional masculino de baloncesto en silla de ruedas de Australia que ganó la medalla de oro, en los Juegos Paralímpicos de Pekín  2008,  por lo que recibió la Medalla de la Orden de Australia. En los Juegos Paralímpicos de Londres 2012 formó parte del equipo masculino australiano de silla de ruedas que ganó la plata. En 2016 fue seleccionado para los Juegos Paralímpicos de Río de Janeiro 2016, donde su equipo, The Rollers, terminó sexto.

### Otras competiciones
En 2003, Stibners fue miembro de la selección nacional que compitió en la Copa Oro en Amsterdam. Esta fue su primera aparición internacional. En 2007, formó parte del equipo ganador de la medalla de oro en los Juegos Arafura. En 2009, formó parte del equipo nacional que ganó el oro en el Rollers World Challenge y del equipo que ganó el oro en la Copa del Mundo Paralímpica celebrada en Manchester, Inglaterra. Fue miembro del equipo nacional masculino de baloncesto en silla de ruedas de Australia que compitió en el Campeonato Mundial de Baloncesto en Silla de Ruedas de 2010, que ganó una medalla de oro.

### Club de baloncesto
Stibners comenzó a jugar al baloncesto de club en 2002 para los Wollongong Roller Hawks de la Liga Nacional de Baloncesto en Silla de Ruedas de Australia. Está clasificado como jugador de 4.0 y juega como delantero. En 2003, ganó un campeonato de liga con el equipo.  En 2007, jugó al baloncesto de club en España para el Grupo CD Fundosa. En 2010, jugó al baloncesto de club con los Wollongong Rollerhawks. A partir de 2011, juega al baloncesto de club para los Wollongong Roller Hawks de la NWBL. Su equipo venció a los Perth Wheelcats en el Campeonato de la NWBL de 2011. En la ronda de semifinales, anotó 26 puntos y tuvo 18 rebotes. En la final, tuvo 23 puntos, 10 rebotes y 8 asistencias.

## Hockey
Stibners fue nombrado miembro del equipo nacional australiano de hockey sobre hielo, antes de su accidente de 2001.

## Reconocimiento
Shellharbour City le dio la llave de la ciudad en 2008.

## Orador
Stibners ha hecho un discurso público. En noviembre de 2008, él y Brendan Dowler hablaron en la función anual de la Escuela de Negocios de Sídney Town and Gown.